# Plantegumia venezuelensis
Plantegumia venezuelensis är en fjärilsart som beskrevs av Hans Georg Amsel. Plantegumia venezuelensis ingår i släktet Plantegumia och familjen Crambidae. Inga underarter finns listade i Catalogue of Life.